# Друштвено хаковање
Друштвено хаковање описује чин покушавају манипулације исходима друштвеног понашања одређеним акцијама. Општа функција друштвеног хаковања је да добије приступ ограниченим информацијама или физичком простору без дозволе. Напади друштвеног хаковања се најчешће спроводе имитирањем појединца или групе која је директно или индиректно познат жртвама.. То се постиже истраживањем и планирањем, како би стекли поверење жртве Води се као део "социјалног инжињеринга".
Иако пракса подразумева контролу над људским понашањем, а не рачунара, термин "друштвено хаковање" се користи и за онлајн понашање и активност друштвених медија. Хаковање се може користити на више начина како би се утицало на јавно мњење. Међутим, док свест помаже да се ограничи моћ хакера, технологија је омогућила да средства за нападе постану паметнија.

## Технике друштвеног хаковања
Спровођење напада подразумева потрагу за слабостима жртве, кроз легитимна средствима, која се могу искористити. Три популарне методе напада укључују "копање по контејнерима", играње улога и пецање.

### Копање по контејнерима
Копање смећа (енг. dumpster diving) је популарна метода друштвених хакера да дођу до информације о навикама, активностима и интеракцијама организација и појединаца. Информације прикупљене из одбачене имовине омогућавају друштвеним хакерима да створе профиле њихових жртава. Информације, као што су имена запослених, њихови послови и телефонски бројеви се могу пронаћи у одбаченим телефонским именицима. Бачени хардвер, посебно тврди дискови, често и даље садрже личне информације о организацијама или појединцима и представљају богат извор информација хакерима. Пошто копање кроз смеће није кривично дело и не захтева налог, оно је богат извор за друштвене хакере. Оно може дати доста корисних информација и зато га користе и полиција.

### Играње улога
Успостављање поверења људи, како би веровали у легитимност лажне улоге, је један од главних начела друштвеног хаковања. Усвајање лажне личности или имитирање познате личности, да би преварили жртве у давање личних података, се може урадити лично или путем телефонског разговора.

#### Униформисање
Представљајући се као радници компаније (лекари у болници) хакери могу проћи поред обезбеђење и других запослени непримећено. Униформа је повезан са специфичним функцијама посла, дајући људима разлога да верују имитатору. Много компликованији приступ би подразумевало дужи циклус планирања, као што је запошљавање унутар организације која се циља за напад.

#### Тејлгејтинг
Тејлгејтинг је чин праћења неког у ограниченом простору, као што је пословна зграда или академска институција. Радници одржавања или медицинско особље, као што је већ поменуто, често немају потребу да оправдавају своје разлоге кретања. Људи неће бити сумњичави према онима који се уклапају у околину.

### Пецање
Онлајн друштвени хакери користе пецање (енгл. Phishing) којојим преваре жртве да им дају осетљиве информације о себи или својој организацији. Хакери ће циљати појединце у оквиру посебних организација слањем е-мејлова, који изгледају као да долазе од поузданих извора, укључујући високе функционере у оквиру организације. Да би изгладале убедљивије, е-мејл хакера мора да успостави тон блискости, који превазилази сваку сумњу примаоца. У е-мејлу, хакер од жртве тражи да му понови неке информације. Запослени у компанији често падају на овај трик и деле личне податке као што су бројеви телефона или лозинке, мислећи да се пренос информација одвија у сигурном окружењу.
Успешан пример пецања се догодио у јануару 2014. године, када је Таргет, компанија са седиштем у САД, дозволила хакерима да украду кредитне картице и личне податке клијентима. Касније је откривено да су сајбер криминалци успели да приступе финансијским и личним подацима глумећи компанију која је радила за Таргет. Социјалне импликације таквог хаковања утичу на популарност компаније као продавца, али и на поверење и лојалност потрошача према бренду.

## Безбедност
Иако Тргет можда није забушавао у својој безбедности, хакери су успели да се инфилтрирају у њену мрежу индиректно. Потреба за онлајн безбедност је истакнута сајбер-нападима на корпорације, као што су Таргет, као и на глобална предузећа и посећене сајтове. Чак су и мали сајтови Веб-страница рањиви на нападе, посебно зато што је њихова  безбедност ниска.
У сличном инциденту, Јаху је објавио у јануару 2014. године да је њихов систем хакован и да је већем броју корисничких налога приступљено. Иако је узрок и даље нејасан, лоша безбедносна је поново била проблем. У оба случаја су украдени подаци потрошача.
У једној студији је запажено да је "важно да свака особа буде одговорна за компјутерску безбедност, ако је њихов систем рањив.” Коришћење јаких лозинки је једноставан и лак начин да се повећа безбедност. Још један је коришћење поузданих и ефикасних анти-вирус софтвера. Друге превентивне мере укључују примену различитих пријава за услуге које се користе и често праћење рачуна и личних податке.

## Етичко хаковање
Како би се супротставили друштвеним и техничким хакерима, компаније запошљавају професионалце, познате као етички хакери. Они покушавају да пробију системе компанија, на исти начин на који би социјални хакери, и упозоравају компаније на њихову рањивост. Етички хакери ће искористити исте методе као и хакери са криминалним намерама, али са легитимним циљевима. Они процењују безбедносне снаге и слабост послодавца.

## Утицај на друштвене медије
Интернет пружа социјалним хакерима способност да се сакрију и не буду откривени. Они помоћу друштвених медија могу да утичу на јавно мњење, па чак и да промене податке. Друштвено хаковање се такође може користити за пружање повољних критика на сајтовима. Такође се може користити у борби против негативних повратних информација са приливом позитивних, на пример на блогу. Оно може довести до оштећења онлајн профила особе или бренда, једноставним чином приступа информацијама.